# Districte municipal d'Anykščiai
El municipi d'Anykščiai (en lituà: Anykščių rajono savivaldybė) és un dels 60 municipis de Lituània, situat dins del comtat d'Utena, i que forma part de la regió d'Aukštaitija. La capital del municipi és la ciutat homònima.

## Estructura
Estructura Districte: 
- 3 ciutats - Anykščiai, Kavarskas i Troškūnai;
- 8 pobles - Andrioniškis, Debeikiai, Kurkliai, Skiemonys, Surdegis, Svėdasai, Traupis i Viešintos;
- 758 llogarets

Poblacions més grans (2001) 
- Anykščiai – 11958
- Svėdasai – 1002
- Kavarskas – 809
- Naujieji Elmininkai – 696
- Troškūnai – 525
- Kurkliai – 474
- Ažuožeriai – 452
- Debeikiai – 452
- Aknystos – 441
- Raguvėlė – 398